# Mohamed Chandran
Mohamed Chandran (Sungai Siput, 1942. május 4. – Ampang, 2019. szeptember 28.) válogatott maláj labdarúgó, edző, szövetségi kapitány.

## Pályafutása
A Selangor labdarúgója volt. 1968 és 1974 között szerepelt a maláj válogatottban és tagja volt az 1972-es müncheni olimpián részt vevő csapatnak. 1975–1978, 1986–1988 és 1992-ben a Selangor vezetőedzője volt. Közben 1982–83-ban és 1988-ban a maláj válogatott szövetségi kapitányaként tevékenykedett.